# 苏格兰足球丙级联赛
苏格兰足球丙级联赛（Scottish Football League Third Division），为苏格兰足球联赛系统的第4级别。苏丙联赛的冠军自动升入苏格兰足球乙级联赛。联赛亚军、季军、第4名以及乙级联赛第9名参加附加赛争夺另一个乙级联赛资格。丙级联赛无降级。應屆冠軍為因財困而降落丙組的蘇格蘭班霸格拉斯哥流浪。